# Міндорт Батоні

Міндорт Батоні («володар полів») — в грузинській міфології — дух-покровитель полів і дикорослих квітів.
Згідно з народними уявленнями, у Міндорт Батоні була красуня-дочка, яка була настільки легка, що ходила по квітах, не приминаючи їх. Вона їла квітковий пилок і пила квітковий сік. Вважалося, що дочка Міндорт Батоні гинула, як тільки її наздоганяв чоловік.